# Compagnie du chemin de fer d'Orléans à Rouen

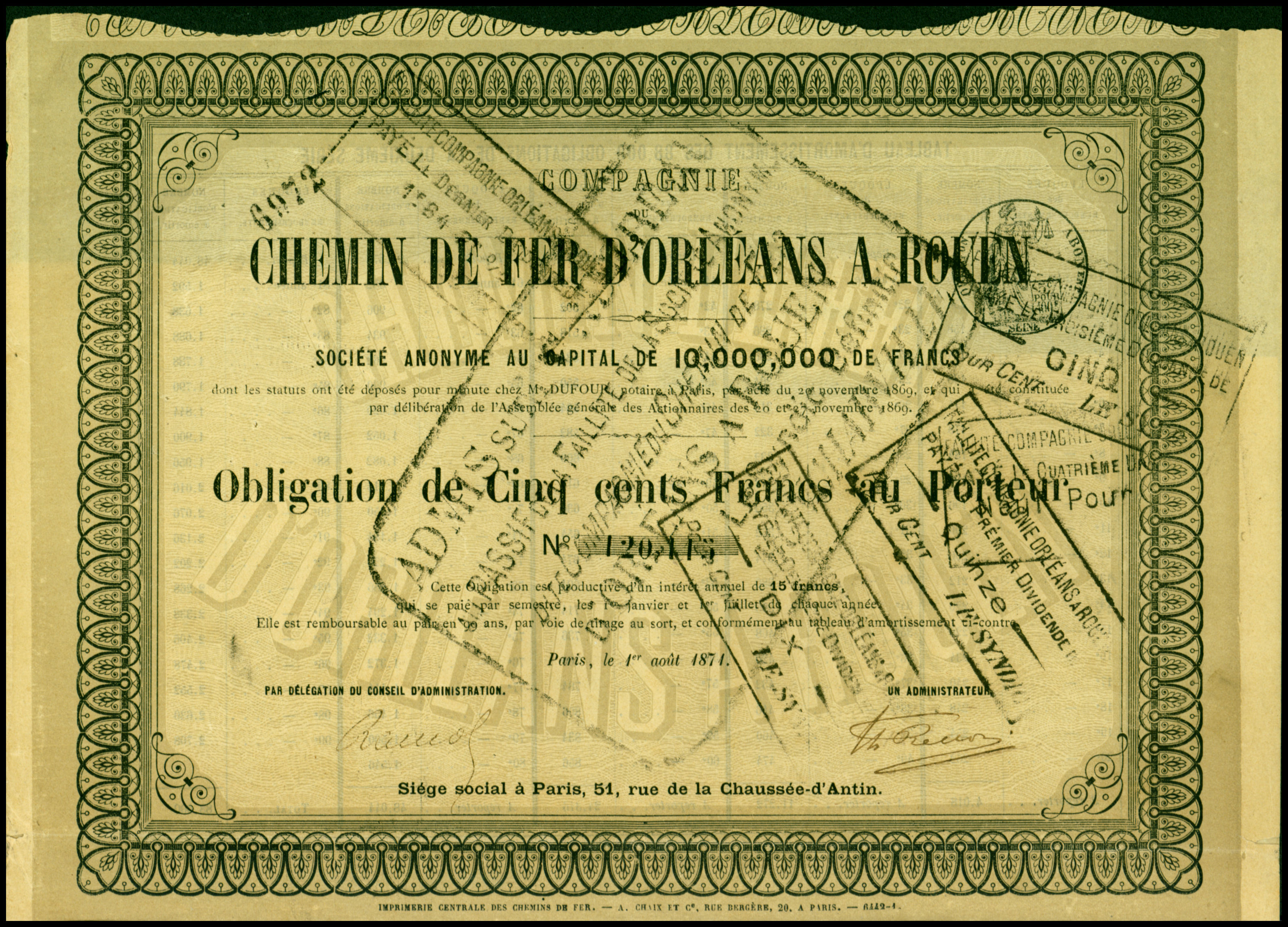
Obligatie uitgegeven door de Cie de CdF d'Orléans à Rouen

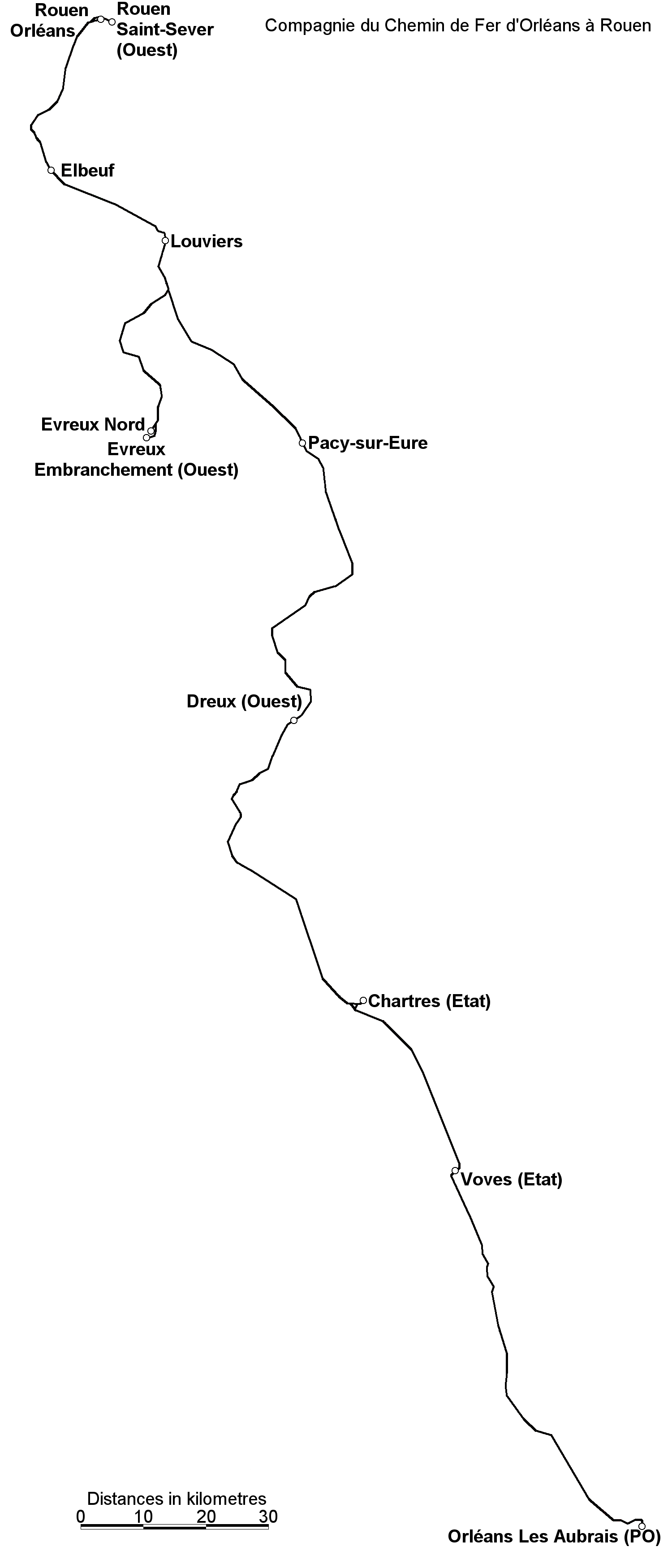
Het traject gepland en deels aangelegdg tussen Orléans en Rouen

De Compagnie du chemin de fer d'Orléans à Rouen was een Franse spoorwegmaatschappij die in 1869 werd opgericht en in 1878 opging in de Administration des chemins de fer de l'État.
Bij overeenkomst van 20 februari 1868, goedgekeurd bij besluit van 4 augustus 1869, gunde het departement Eure-et-Loir de heren Fresson, Gautray en Vander Elst een contract voor de aanleg en exploitatie van een lokale spoorweg van Orléans naar Rouen, van de grens met Loiret tot de grens met Eure.
De onderneming werd op 27 november 1869 opgericht door een groep rond de Belgische industrieel en spoorwegbouwer Simon Philippart en het netwerk werd aangelegd onder leiding van de Belgische ingenieur Pierre De Ridder, zoon van Gustave De Ridder, verantwoordelijk voor de planning en aanleg van meerdere Belgische spoorlijnen en ook de eerste Belgische treinrit realiseerde.
De maatschappij krijgt enkele lokale spoorlijnen in beheer, en heeft de ambitie een hoofdlijn tussen Orléans en Rouen aan te leggen. Na de nodige fondsenwerving wordt begonnen met grondaankoop in de Loiret. In Chartres werden tussen 1869 en 1873 verschillende bruggen gebouwd: ze kruisten verschillende rivieren zoals de Avre, de Blaise en de Blairas.
Het bedrijf bediende het station Orléans van de Compagnie du chemin de fer de Paris à Orléans (PO) in Orléans en het station Dreux van de Compagnie des chemins de fer de l'Ouest in Dreux.
Het bedrijf werd begin 1877 failliet verklaard terwijl Rouen toen nog niet werd bereikt. Door een wet van 18 mei 1878, koopt de Staat in faillissement een deel van de aan haar toegekende lijnen terug van de curator van de vennootschap, waarvan sommige nog in aanbouw zijn:
Lijnen in bedrijf
- Orléans - Chartres (1872)
- Chartres - Saint-Georges, in 1873 geopend als de aaneenschakeling van Chartres - Dreux en het deel van Dreux - Saint-Aubin-du-Vieil-Évreux tot Saint-Georges (net over de grens met het departement Eure)
- Chartres - Auneau
- Chartres - Brou (als eerste deeltraject van Chartres - Bordeaux-Saint-Jean)

Lijnen in aanbouw
- Patay - Nogent-le-Rotrou
- Saint-Georges-Motel - Grand-Quevilly
- Brou - Savigny (als vervolgtraject van Chartres - Bordeaux-Saint-Jean)
- Verlenging van Chartres - Saint-Georges van de grens van het departement Eure richting Rouen (Saint-Aubin-du-Vieil-Évreux werd pas verbonden in 1888)
- Évreux-Ville - Évreux-Navarra, met aansluiting op het Gare de l'Ouest.

De lijn Orléans - Rouen werd in 1989 in zijn geheel gesloten, met uitzondering van enkele delen die werden gebruikt voor regionaal personenvervoer, goederenvervoer of toeristische spoorwegen.